# Семикопулативни глагол
Семикопулативни глагол или неправи копулативни глагол јесте глагол непотпуне или недовољно одређене семантике, који се не може самостално употребљавати у предикатској функцији, већ захтева допуну. Та допуна је нека именска јединица, чији се садржај, помоћу семикопулативног глагола, приписује субјекатском или објекатском појму, а која има конституентску функцију допунског предикатива.

## Семикопулативни и копулативни глаголи
(1a) Овај дечко је вредан.
(1б) Овај дечко је Марко.
(2а) Овај дечко се чини вредан.
(2б) Пера је овог дечка сматрао Марком.
Оно што семикопулативне глаголе (2) чини сличним копулативним (1) јесте то што се њима предикативни садржај (квалификација [2а] или идентификација [2б]) посредно приписује субјекту, те конкретизују то приписивање на временско-модалном плану и на плану потврдности / одричности. 
Оно што их разликује од копулативних глагола јесте њихова семантика. Семикопулативни глагол има своје одређено значење, којим се прецизира тип приписивања и које се допуњује именичким или придевским изразом (нпр. сматрати значи „приписивати датом појму својства која му не морају припадати“). Затим, они, за разлику од копулативних, који су непрелазни (1), могу бити и прелазни, када се предикативни садржај приписује објекатском појму (2б).
У енглеском језику термин копулативни глагол (copular или copulative verb) резервисан је како за глагол бити, тако и за друге глаголе са сличном функцијом (нпр. осећати се, изгледати).

## Лексичко-семантичке групе семикопулативних глагола
Семикопулативни глаголи имају своја одређена значења, за разлику од копулативних, а она се могу класификовати на више начина. 
Говорећи о предикативном инструменталу, М. Ивић наводи следеће групе глагола у којима се он јавља, а које значе: 
а. довести некога / нешто у извесно ново стање (учинити, створити);
б. дати коме нов положај (поставити);
в. придавати датом појму својства која му не морају припадати (сматрати);
г. узети на себе привидан лик (претворити се, направити се);
д. дати коме извесно име (називати, звати);
ђ. стећи нова својства (постати).
Разматрајући допуне прелазним и повратним семикопулативним глаголима, А. Илић издваја лексичко-семантичке групе семикопулативних глагола, и притом их исцрпно илуструје примерима. У Табели 1 дат је њен предлог лексичко-семантичке класификације прелазних и повратних семикопулативних глагола.
Табела 1
| Глаголи ословљавања и именовања („дати име, назив; ословити каквим именом, називом“)      | звати (се), назвати (се), прозвати (се), крстити, насловити, (на)денути                       |
| Глаголи ословљавања и именовања („дати име, назив; ословити каквим именом, називом“)      | Крсте га великим свесветским песником. Књигу је насловио „Авантуре неваљале девојчице“.       |
| Креативни глаголи („довести у ново стање“)                                                | учинити, начинити, правити, направити                                                         |
| Креативни глаголи („довести у ново стање“)                                                | И тебе тако паметног начини магарцем. То га је учинило моћнијим.                              |
| Глаголи модификације субјекта                                                             | издати се, издавати се, направити се, начинити се, представити се                             |
| Глаголи модификације субјекта                                                             | Он се издавао за потомка владара Бранковића. Он се девојкама представљао као доктор медицине. |
| Глаголи модификације статуса објекта                                                      | изабрати, прогласити, поставити, крунисати, унапредити                                        |
| Глаголи модификације статуса објекта                                                      | Стефана је крунисао за цара српски патријарх Јоаникије. Није га унапредио за наредника.       |
| Глаголи мисаоних процеса („приписивати датом појму својства која му не морају припадати“) | сматрати, држати, гледати                                                                     |
| Глаголи мисаоних процеса („приписивати датом појму својства која му не морају припадати“) | У приповеци Јакшића увек гледамо као лирског песника. Људи држе само њега за јунака.          |
| Глаголи интелектуалне процене и изрицања става                                            | оценити, означити, окарактерисати, наћи                                                       |
| Глаголи интелектуалне процене и изрицања става                                            | Осамнаести век је обележен као век просвећености. Лекар је нашао болест опасном.              |
| Глаголи осећања                                                                           | осећати се                                                                                    |
| Глаголи осећања                                                                           | Нисам се више осећао надмоћан.                                                                |
| Глаголи перцепције („имати утисак“)                                                       | учинити се, чинити се, доимати се, дојмити се                                                 |
| Глаголи перцепције („имати утисак“)                                                       | Увек се прошлост чини као неки сјајни рај. Чланак ми се дојмио врло занимљивим.               |

Глаголи могу бити семикопулативни у свом примарном значењу (нпр. именовати: 1.а. звати, наз(и)вати, ословити, ословљавати називом, именом), али такође то могу бити тек у свом секундарном значењу (нпр. наћи: 12.б. оценити, проценити), док су у примарном пунозначни. Због овога је веома тешко створити потпун списак семикопулативних глагола.

## Синтаксичке групе семикопулативних глагола
У нашој литератури уобичајена је и класификација семикопулативних глагола према облику предикатива (тзв. синтаксичке класе семикопулативних глагола [в. Табела 2]), заснована на већ поменутим лексичко-семантичким групама глагола.
Табела 2
| Синтаксичке класе семикопулативних [СК] глагола                                                              | Синтаксичке класе семикопулативних [СК] глагола |
| --- | --- |
| Лексичко-семантичке групе СК глагола                                                                         | Облик допунског предикатива [ДП] |
| Креативни глаголи                                                                                            | + ДП у инструменталу: И тебе тако паметног начини магарцем / *магарац. |
| Глаголи ословљавања и именовања Креативни повратни глаголи Глаголи осећања Глаголи перцепције                | + ДП у номинативу / инструменталу: Крсте га великим свесветским песником / велики свесветски песник. Направио се будала / будалом. Осећао се поносан / поносним. Учинио ми се необичан / необичним. |
| Глаголи модификације статуса објекта Глаголи мисаоних процеса Глаголи интелектуалне процене и изрицања става | + ДП у конструкцији за + акузатив / инструменталу: Прогласили смо га за цара / царем. Сматрамо га за цара / царем.                                                                                  |

При оваквој класификацији семикопулативних глагола изоставља се облик предикатива као + номинатив / акузатив. Овај облик је посебно карактеристичан за глаголе интелектуалне процене и изрицања става (3,4), као и за глаголе перцепције (5, 6).
(3) Оценили су га као најбољег од најбољих.
(4) Осамнаести век је обележен као век просвећености.
(5) Деловао им је као Спајдермен.
(6) Соба му је изгледала као врхунац раскоши.